# Rothorn (Andermatt)
Rothorn är en bergstopp i Schweiz.   Den ligger i kantonen Uri, i den centrala delen av landet, 100 km öster om huvudstaden Bern. Toppen på Rothorn är 2 933 meter över havet, eller 113 meter över den omgivande terrängen. Bredden vid basen är 0,59 km.
Terrängen runt Rothorn är bergig västerut, men österut är den kuperad. Runt Rothorn är det glesbefolkat, med 17 invånare per kvadratkilometer.. Närmaste större samhälle är Airolo, 7,3 km söder om Rothorn. 
Trakten runt Rothorn består i huvudsak av gräsmarker.